# スーダン内戦 (2023年-)
スーダンでは1956年の独立の前年1955年から長期にわたる内戦が断続的に起きている。本項では2023年4月から続くスーダン軍(SAF) と準軍事組織である即応支援部隊 (RSF) との間の内戦（スーダン内戦〈スーダンないせん〉、英語: Sudanese civil war）を扱う。

## 背景
スーダンでは2021年、国軍と即応支援部隊 (RSF) が手を組み、共謀してクーデターを起こした。クーデター後、国軍が統治の実権を握り、軍事政権から民政への移管に向けて協議が進められていたが、RSFと国軍との統合について両者が対立していた。国軍の司令官であるアブデルファタハ・ブルハン将軍と、RSFの司令官であるモハメド・ハムダン・ダガロ中将（通称：ヘメティ）は、スーダンの事実上の支配者とも言われ、権力を争う二人の対立が内戦を引き起こしたという見解がある。

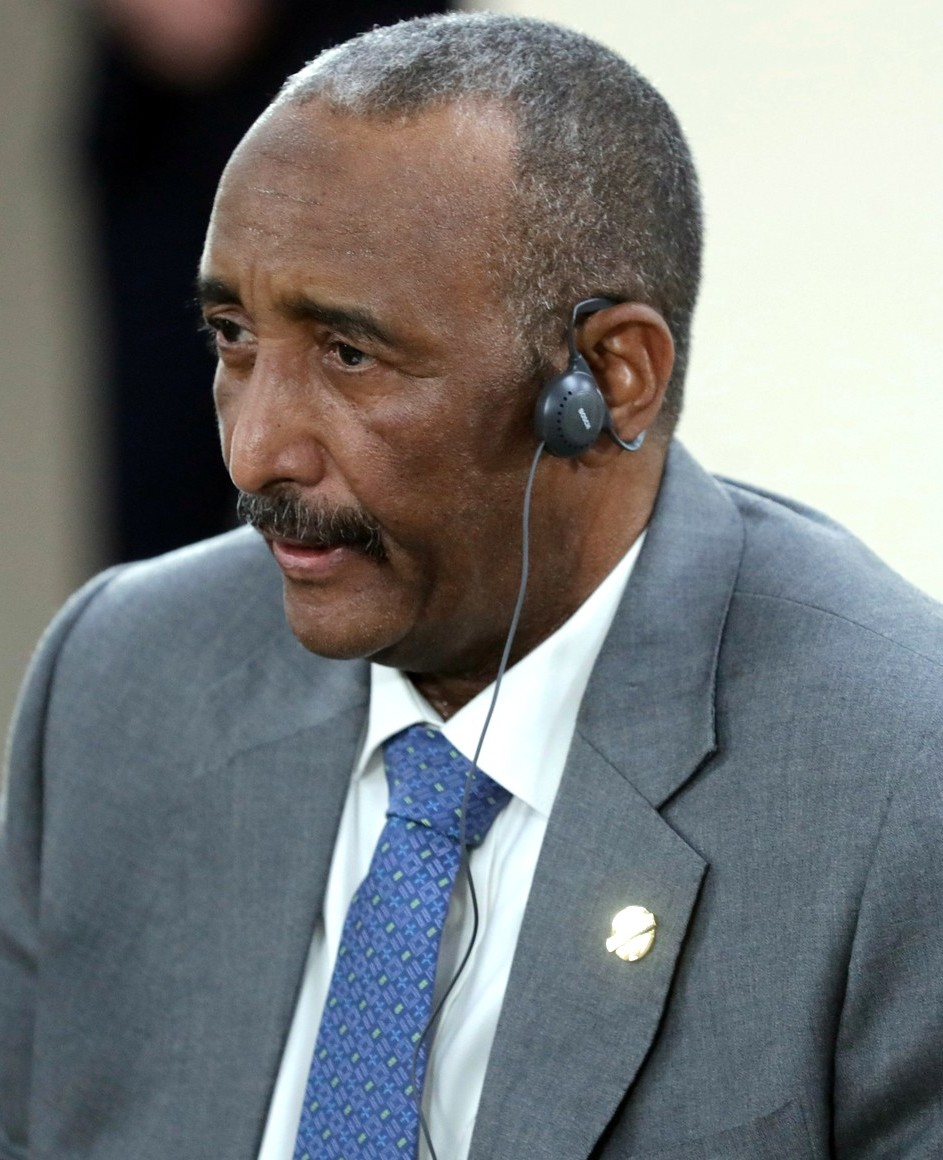
スーダン軍の司令官アブデルファタハ・ブルハン将軍
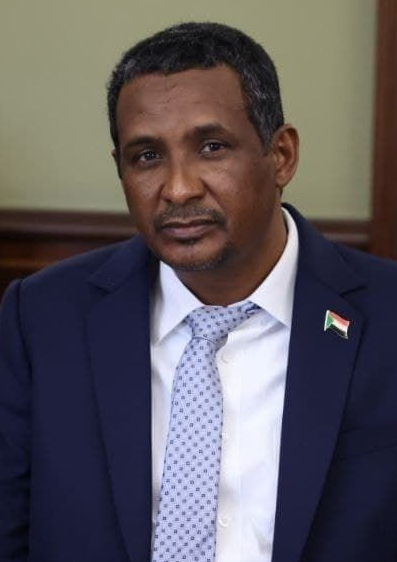
RSFの司令官モハメド・ハムダン・ダガロ中将（通称：ヘメティ）

RSFはダルフール紛争で黒人を虐殺するなどしたアラブ系遊牧民の民兵組織であるジャンジャウィードが2013年に改編されて成立したとされ、兵員は10万人規模と推定されている。
スーダンはアフリカ有数の金産出国だが、この金がRSF、国軍双方の資金源の中心であり、内戦の原因になっている。RSFの司令官ダガロは金鉱山で財をなした人物で、その資金力でRSFを強化したという。スーダンの金の採掘権をにぎるのはロシアとアラブ首長国連邦 (UAE) の企業で、両国がスーダンの内戦に関与している。ロシアの民間軍事会社であるワグネルはRSFと金の採掘で協力関係にあり、RSFにミサイルの供与もしている。UAEはRSFとスーダン政府・国軍のどちらとも取引があり、金を買って内戦当事者に武器を売ったりすることで、内戦で戦う双方を支援する形になっている。国際的な人権擁護組織であるアムネスティ・インターナショナルの2024年7月に公表した調査によれば、スーダンに武器を輸出している国はロシア、UAE、セルビア、トルコ、イエメン、中国の6か国である。

## 推移

### 戦闘の勃発
2023年4月15日、RSFの兵士らがスーダン各地で攻撃を行い、ハルツーム国際空港や大統領官邸を占拠したと発表した。またメロウェの空軍基地でエジプト空軍の兵士がRSFに降伏し、Mig-29戦闘機1機が鹵獲された。国軍司令部は声明で、空軍の戦闘機がRSFの徹底捜索作戦を実施すると予告した。戦闘のきっかけについて、RSF側はハルツーム郊外にある部隊の基地が国軍に攻撃されたことへの反撃だと主張している。一方で国軍側も国際空港や大統領官邸を支配していると訴え、RSFがハルツーム南部で国軍に対して攻撃をしかけようとしたと主張した。
4月18日、24時間の人道的停戦が午後6時から予定されていたがこの日の夜も戦闘が続き、国軍とRSF双方は相手側が停戦を破ったと非難した。
4月25日、スーダン軍とRSFは、現地時間午前0時(日本時間午前7時)から72時間の停戦で合意した。
また、WHOはハルツームにある国立研究所が占拠されたと発表した。

### 停戦の試みと戦闘の継続
5月8日、スーダン軍とRSFの代表者はサウジアラビアのジッダで協議を行い、人道支援の受け入れの際の安全の確保や、民間人の保護などについて意見を交わした。
5月20日、アメリカ合衆国とサウジアラビアは、スーダン軍とRSFが現地時間の22日夜からの7日間の停戦に合意したと発表した。双方は、現地での人道支援活動にも合意した。5月29日には5日間の停戦の延長についても合意したが、6月1日、スーダン軍はRSFとの停戦協議を一時停止すると発表した。
6月8日、スーダンの外務省は国連でスーダンを担当するヴォルカー・ペルテス事務総長特別代表をペルソナ・ノン・グラータに指定したと発表した。
2025年1月7日、アメリカ合衆国はRSFのジェノサイドを認定した。
1月12日、スーダン軍は2023年12月以来RSFが支配していたジャジーラ州の州都ワドメダニを奪還した。その後もスーダン軍の進軍は続き、ハルツームの北にあるアル・ハルツーム・バフリの製油所を奪還し、1月27日にRSFに包囲されていた陸軍司令部を解放した。2月8日にはスーダン軍がアル・ハルツーム・バフリ全域の制圧を発表した。ハルツーム奪還が現実的になったことで、2月9日にブルハーンはハルツーム奪還後に軍主体の暫定政府を樹立すると述べ、3月26日には政府軍がハルツーム奪還を宣言した。
一方、RSFとスーダン人民解放運動-北（アル・ヒル）は2025年2月23日に実効支配地域を統治する平和統一政府の憲章に署名、同年4月15日にはRSF指導者のモハメド・ハムダン・ダガロが平和統一政府を樹立すると宣言。15人から成る大統領評議会を設置し、独自の通貨発行や行政サービス提供を行うと発表した。これによりスーダンは国内が分裂状態に陥る危険性が高まった。

## 海外の反応
- 国際連合：アントニオ・グテーレス事務総長は4月15日に「戦闘を強く非難する」と声明し[1]、RSFと国軍の指導者に戦闘の即時終了を求めた。
- アメリカ合衆国：アメリカのアントニー・ブリンケン国務長官は「スーダンの文民統治を回復するための交渉の中で、"脆弱な"状況が生まれている」と述べ、「これは最終的に民政移行を進めるための絶好の機会であり、我々や他の国々が強化しようとしているものだ」と付け加えた[45]。4月17日には「深い懸念」を表明した[1]。4月23日、アメリカ軍は大使館関係者約100人を3機のMH−47E・Gを含む特殊部隊によって退避させたと発表した。軍による自国民救出は計画されていないが「自国民避難のためのサポートは行う予定である」とした[46]。4月24日、 国防総省のパット・ライダー報道官は記者会見で「アーレイ・バーク級ミサイル駆逐艦の53番艦トラクスタンがスーダン沖で待機する」と述べた。「ポートスーダンに向かっている国連主導の退避車列にアメリカ人数十人が含まれており、アメリカ軍が無人機で状況を監視している」という[47]。
- イギリス：イギリスのジェームズ・クレバリー外相は4月17日、「深い懸念」を表明した[1]。リシ・スナク首相は4月23日、「イギリス軍が外交官やその家族約30人をスーダンから国外退避させる複雑な作戦を完了させた」と発表し、同日にベン・ウォーレス国防相も「この作戦には第16空中強襲旅団戦闘団、海兵隊、空軍が参加した」と述べた。作戦にはC130、A400Mも参加しているとした[48]。
- ロシア：ロシア大使館は「暴力の激化」を懸念し、即時停戦を求めた[46]。
- 韓国：韓国空軍は4月21日、C-130J一機に特殊部隊のほか陸軍の特殊戦司令部に所属する軍人や、医療関係者など計約５０人を載せてジブチの米軍基地へ派遣した[49]。
- 日本：4月20日、浜田靖一防衛大臣は約60人の在留邦人らの退避のため航空自衛隊の輸送機複数をジブチに派遣し、同国で待機させる命令を出した。また吉田圭秀統合幕僚長は「在スーダン共和国邦人等輸送統合任務部隊」[50]を編成し、同日中にも先遣隊として連絡調整要員5人がジブチに向けて出発すると発表した。松野博一内閣官房長官は「在留邦人全員と連絡が取れている」と記者会見で説明した[51][52]。4月25日、ジブチ基地に派遣されていた航空自衛隊のC-2輸送機1機がポート・スーダン国際空港に着陸し、到着していた邦人45人を回収、ジブチ基地に帰投した。 現地にいる武井俊輔外務副大臣は記者団に対し「危険かつ大変困難な状況の中、成功裏に邦人退避を遂行することができた。退避した人たちは大変疲れた様子だが、健康状態には問題がないとのことだ。ほっとしている。引き続き、スーダンに残る邦人の早期退避、安全確保及び、必要な支援に全力をあげて対応していく」と述べた。記者からの「スーダン駐在大使がいるのか」という質問に対し「今回の輸送機には乗っていない」とし、「大使には別の対応がある」とした。 岸田文雄総理大臣は24日午後11時50分ごろ首相公邸で記者団の取材に対し「危険かつ困難な状況の中、成功裏に邦人退避を遂行した大使館や自衛隊をはじめとする関係者の努力に敬意と感謝を申し上げたい。また協力してもらった韓国、UAEをはじめ、関係各国や国連などの関係機関に感謝を申し上げる」と述べた[53]。4月25日、岸田総理大臣は同日未明、スーダンの日本大使館関係者を含む在留邦人とその家族、計8名がフランスの協力を受けて出国し、首都ハルツーム市内で希望していた全ての日本人の退避が完了したとした。政府はスーダンの日本大使館を一時閉鎖し、ジブチに臨時事務所を開設。日本人への対応などに当たるとした。一方松野官房長官は、スーダン南部の国境エリアに退避を希望している日本人が1人残っていることを明らかにした[54]。
- アラブ首長国連邦・ トルコ：アラブ首長国連邦とトルコは4月23日、共同でハルツームからポートスーダンに移動するための退避車列を設定。自国民のほかアメリカなど他国の避難者も自家用車を使用することを前提に車列に加わることを認めた[55]。